# Kajeksan (Kota Kudus)
Kajeksan is een bestuurslaag in het regentschap Kudus van de provincie Midden-Java, Indonesië. Kajeksan telt 3719 inwoners (volkstelling 2010).